# ريغوليتو

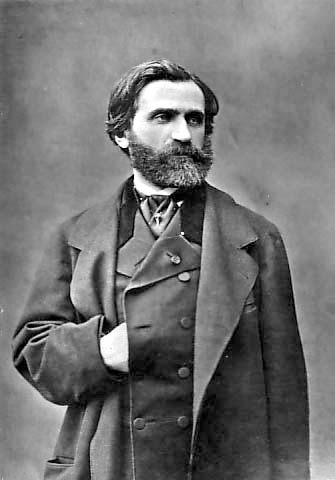
جوزيبي فيردي المؤلف الموسيقي للعرض

ريغوليتو أو ريجوليتو (بالإنجليزية: Rigoletto)‏ هي عرض أوبرا من ثلاثة فصول. قام بتأليف موسيقاها الإيطالي جوزيبي فيردي وصاغها شعرا فرانشيسكو ماريا بياف وهي مأخوذة عن مسرحية للكاتب الفرنسي فيكتور هوجو بعنوان الملك يمرح. وعرضت لأول مرة في 11 مارس 1851 في البندقية.

## الأدوار
| الدور                | نوع الصوت    | الفريق الأصلي, 11 مارس, 1851 |
| -------------------- | ------------ | ---------------------------- |
| ريغوليتو, مهرج الدوق | باريتون      | فيليس فرزي                   |
| جيلدا, ابنته         | سوبرانو      | تيريزا برامبيلا              |
| دوق مانتو            | تينور        | رافائيل ميرات                |
| سبارافوسيل, قاتل     | باص          | باولو داميني                 |
| مادالينا, أخته       | كونترالتو    | أنيتا كاسالوني               |
| جيفانا, ممرضة جيلدا  | ميزو سوبرانو | لورا سايني                   |
| كونت سبرانو          | باص          | أندريا بليني                 |
| كونتيسة سبرانو       | ميزو سوبرانو | لويجيا مورسيللي              |
| كونت مونتيروني       | باريتون      | فليشيانو بونز                |
| ماروللو              | باريتون      | فرانشيسكو دي كونرث           |